# Résolution 219 du Conseil de sécurité des Nations unies
Membres permanents
- Chine (Taïwan)
- États-Unis
- France
- Royaume-Uni
- URSS

Membres non permanents
- Bolivie
- Côte d'Ivoire
- Jordanie
- Malaisie
- Pays-Bas
- Uruguay

Résolution no 218 Résolution no 220
La Résolution 219  est une résolution du Conseil de sécurité des Nations unies adoptée le 19 décembre 1965, dans sa 1270e séance, après avoir réaffirmé les résolutions antérieures sur le sujet, le Conseil a prorogé le stationnement à Chypre de la Force des Nations unies chargée du maintien de la paix à Chypre (UNFICYP pour United Nations Peacekeeping Force in Cyprus) pour une période supplémentaire de trois mois, qui s'achèvera le 26 mars 1966.
La résolution est la dernière à être adoptée par 11 États membres. L'année suivante, l'adhésion du Conseil de sécurité a augmenté ses membres à 15.

## Vote
La résolution a été approuvée à l'unanimité.

## Texte
- Résolution 219 Sur fr.wikisource.org
- Résolution 219 Sur en.wikisource.org